# Okręg wyborczy Oxford West and Abingdon
Okręg wyborczy Oxford West and Abingdon powstał w 1983 i wysyła do brytyjskiej Izby Gmin jednego deputowanego. Okręg obejmuje miasto Abingdon, wieś Kidlington oraz północną i zachodnią część Oksfordu, w tym wiele college'ów Uniwersytetu Oksfordziego.

## Deputowani do Izby Gmin z okręgu Oxford West and Abingdon
| Wybory | Deputowany       | Partia               |
| ------ | ---------------- | -------------------- |
| 1983   | John Patten      | Partia Konserwatywna |
| 1997   | Evan Harris      | Liberalni Demokraci  |
| 2010   | Nicola Blackwood | Partia Konserwatywna |